# Кеннеди, Уильям (писатель)
Уильям Джозеф Кеннеди (англ. William Kennedy; род. 16 января 1928[…], Олбани) — американский писатель. Лауреат Пулитцеровской премии за художественную книгу и Премии Национального круга книжных критиков за роман «Железный бурьян».

## Биография
После окончания школы он учился в колледже Сиены, получив там степень бакалавра искусств в 1949 году. Затем он проходил военную службу в армии США в 1950—1952 годах, после чего много лет работал журналистом. Сначала он был спортивным журналистом и обозревателем в Glens Falls Post Star, затем репортером в Albany Times-Union с 1952 по 1956 год, а также помощником главного редактора и обозревателем в Puerto Rico World Journal. После непродолжительной работы репортёром в газете The Miami Herald в 1957 году, он был корреспондентом Time-Life в Пуэрто-Рико с 1957 по 1959 год. Затем он провел два года в качестве редактора недавно основанной ежедневной газеты The San Juan Star, после чего стал журналистом и кинокритиком в The Albany Times-Union в 1961—1970 годах. Затем он редактировал книги и читал лекции в Университете штата Нью-Йорка с 1974 по 1982 год.
В 1969 году был опубликован дебютный роман Кеннеди «Чернильный грузовик», затем последовали другие романы — «Ноги» (1975) о гангстере Джеке Даймонде и «Величайшая игра Билли Фелана» (1978).
После годичного пребывания в качестве приглашенного профессора английского языка в Корнеллском университете в 1982—1983 годах, в 1983 году он стал профессором английского языка в Университете штата Нью-Йорк.
В 1983 году был опубликован его роман «Железный бурьян», за который он получил не только стипендию Фонда Джона и Кэтрин Макартуров в 1983 году, но и Пулитцеровскую премию за художественную книгу в 1984 году. В романе рассказывается о возвращении на родину бывшей звезды бейсбола, который стал опустившимся пьяницей. В фильме Эктора Бабенко «Чертополох» (1987), основанном на романе, Джек Николсон исполнил роль Фрэнсиса Фелана.
После книги "О Олбани! (1983), Кеннеди стал соавтором сценария художественного фильма Фрэнсиса Форда Копполы «Клуб „Коттон“» 1984 года.
Позже он опубликовал «Книгу Куинна» (1988), «Очень старые кости» (1992), «Пламенный корсаж» (1996) и «Роско» (2002) — еще четыре романа из «Цикла Олбани», которые он посвятил своему родному городу.
В 1993 году опубликовал сборник эссе под названием «Riding the Yellow Trolley Car», а также написал пьесу «Grand View» (1996).
Является избранным членом Американской академии искусств и литературы с 1993 года и Американской академии искусств и наук с 2002 года.
В Пуэрто-Рико Кеннеди познакомился и женился на Дейзи Соса. У них трое детей.

## Награды
- 1993: Орден искусств и литературы (командорство)